# سیارک ۲۱۹۲۷
سیارک ۲۱۹۲۷ (به انگلیسی: 21927 Sarahpierz، نامگذاری:1999VB55) بیست و یک هزار و نهصد و بیست و هفتمین سیارک کشف شده‌است که در ۴ نوامبر ۱۹۹۹ کشف شد.
قدر مطلق سیارک برابر ۱۳.۵ است.